# Penthe brevicollis
Penthe brevicollis es una especie de coleóptero de la familia Tetratomidae.

## Distribución geográfica
Habita en Java (Indonesia).